# 玉座の聖母子と洗礼者聖ヨハネ、マグダラのマリア
『玉座の聖母子と洗礼者聖ヨハネ、マグダラのマリア』（ぎょくざのせいぼしとせんれいしゃヨハネ、マグダラのマリア、仏: La Vierge et l'Enfant entre saint Jean-Baptiste et sainte Marie-Madeleine、英: Madonna and Child Enthroned with John the Baptist and Mary Magdalene）は、イタリア・ルネサンスの画家チーマ・ダ・コネリアーノが1511-1513年に板上に油彩で制作した絵画である。画家晩年に属する作品で、最も重要なものの1つである。玉座の基部に描かれた紙片に画家の署名が記されている。本来、パルマのサン・ドメニコ修道院教会にあった作品であるが、ナポレオン戦争中の1811年にフランスの占領軍に没収され、パリへ運ばれた。ウィーン会議後も返還されずにパリに残留し、現在はルーヴル美術館に所蔵されている。

## 作品
この作品は玉座にいる聖母子と聖人たちを表しており、ルネサンス期に人気のある主題の1つであった「聖会話」と呼ばれる形式をとっている。この形式は、1470年代にヴェネツィア派のジョヴァンニ・ベッリーニやアントネロ・ダ・メッシーナにより確立されたものである。その後、ヴェネト地方からチーマ・ダ・コネリアーノが本作を制作したエミリア＝ロマーニャ地方にまで拡散し、16世紀初頭まで流行した。「聖会話」では、一般に礼拝堂や居室のような室内を描くことが多いが、本作は川を背景にし、はるか遠くへ続く山のある風景の中に人物を配置している。
チーマ・ダ・コネリアーノの守護聖人である洗礼者聖ヨハネは玉座の左側に立って、聖母マリアの膝にいる幼子イエス・キリストを崇敬のまなざしで見つめている。ヨハネの持つ巻紙には「神の仔羊を見よ」という言葉が記されている。右側に立っているのは、自身のアトリビュート (人物を特定化する事物) である香油の壺を持っているマグダラのマリアである。彼女はキリストの「受難」に立ち会い、キリストの足を洗って、香油を塗った罪深い者とされる。
聖母マリアの背後の「栄誉の布」は背景の風景に含まれるすべての色を併せ持っているが、それによって画家は自身の故郷への敬愛を表現している。